# Casino municipal d'Aix-en-Provence
Le casino municipal est un casino situé à Aix-en-Provence, construit dans les années 1920 et détruit en 2003. 

## Histoire
Le casino municipal est construit de 1922 à 1923, abandonné en 1993, désaffecté à partir de 2002 et démoli en avril-mai 2003.
Le monument fait l'objet d'une inscription au titre des monuments historiques de 1995 (arrêté du 16 janvier 1995) à 2003 (arrêté de radiation du 15 décembre 2003). 